# لزلی اس. گرینبرگ
لزلی اس. گرینبرگ (Leslie S. Greenberg) یک روانشناس کانادایی و استاد محقق ممتاز بازنشسته در دانشگاه یورک در تورنتو، اونتاریو، کانادا است. وی یکی از پدید آورندگان اصلی رویکرد هیجان‌مدار در حوزه روان‌درمانی فردی و زوجی است و ریاست کلینیک هیجان‌مدار در تورنتو را به عهده دارد. مطالعات عمده وی بیشتر در حوزه همدلی، فرایند روان‌درمانی، اتحادِ درمانی، و نقش هیجان در کارکرد انسان بوده است. دکتر گرینبرگ جایزه محقق ممتاز از انجمن جهانی تحقیقات روان شناختی، و همین‌طور جایزه کارل راجرز و جایزه برای کمک‌های ممتاز حرفه‌ای به تحقیقات کاربردی را از انجمن روان‌شناسی آمریکا دریافت کرده است. او همچنین جایزه حرفه‌ای انجمن روانپزشکی کانادا را به خاطر کمک‌های ممتاز خود به روان‌شناسی دریافت داشته است.

## زندگی
لزلی اس. گرینبرگ، متولد ۱۹۴۵، عاشق ریاضی و فیزیک بود، ولی هنگامی که وارد مهندسی مکانیک و صنعت شد ناخشنود بود. ناخشنودی حرفه‌ای اولیه او از اعتقاد بالینی وی به این موضوع حکایت دارد که افراد زیادی ارتباط خود را با احساسات خویش، یعنی همان چیزی که باعث می‌شود احساس کنند انسان و زنده هستند، قطع می‌کنند. گرینبرگ شهر ژوهانسبورگ آفریقای جنوبی را به دلایل سیاسی و آموزشی ترک کرد و در دانشگاه یورک کانادا تحصیل در برنامه دکترای مشاوره را شروع کرد. او در آن جا شاگرد لورا رایس شد که در مرکز مشاوره شیگاگو تحت نظر کارل راجرز آموزش دیده بود.
گرینبرگ که در آغاز به عنوان مشاور فرد مدار آموزش دیده بود بعداً در مؤسسه گشتالت واقع در تورنتو با عنوان درمانگر گشتالتی و در مؤسس پژوهش روانی وافع در شهر پالو آلتو با عنوان خانواده درمانگر آموزش دید. او مدت ۱۰ سال را در دانشگاه بریتیش کلمبیا به عنوان استاد سپری کرد و بعد با عنوان استاد روان‌شناسی به دانشگاه یورک مراجعت کرد

## آثار
هیجان در روان درمانی (۱۹۸۶)
درمان هیجانی محور برای زوج‌ها (۱۹۸۸)
تسهیل تغییر هیجانی (۱۹۹۳)
زوج درمانی هیجان محور: پویایی‌های هیجان، عشق، و قدرت (۲۰۰۸)
درمان هیجان محور: نظریه و کاربرد (۲۰۱۰)
کار با روایت در درمان هیجان محور: تغییر دادن روایت‌ها، التیام دادن زندگی‌ها (۲۰۱۱)
حضور درمان بخش (۲۰۱۰)